# Icosahédrite
L'icosahédrite est un quasi-cristal de formule Al63Cu24Fe13. Il s'agit du premier quasi-cristal d'origine non anthropique identifié, découvert en 2009 dans la khatyrkite (en) elle-même issue de la météorite de Khatyrka et reconnu comme espèce minérale par l'Association internationale de minéralogie
en 2010.